# Ельзен
Ельзен (нім. Ölsen) — громада в Німеччині, розташована в землі Рейнланд-Пфальц. Входить до складу району Альтенкірхен. Складова частина об'єднання громад Альтенкірхен.
Площа — 2,26 км2. Населення становить 81 ос. (станом на 31 грудня 2020).